# Joseph Henry

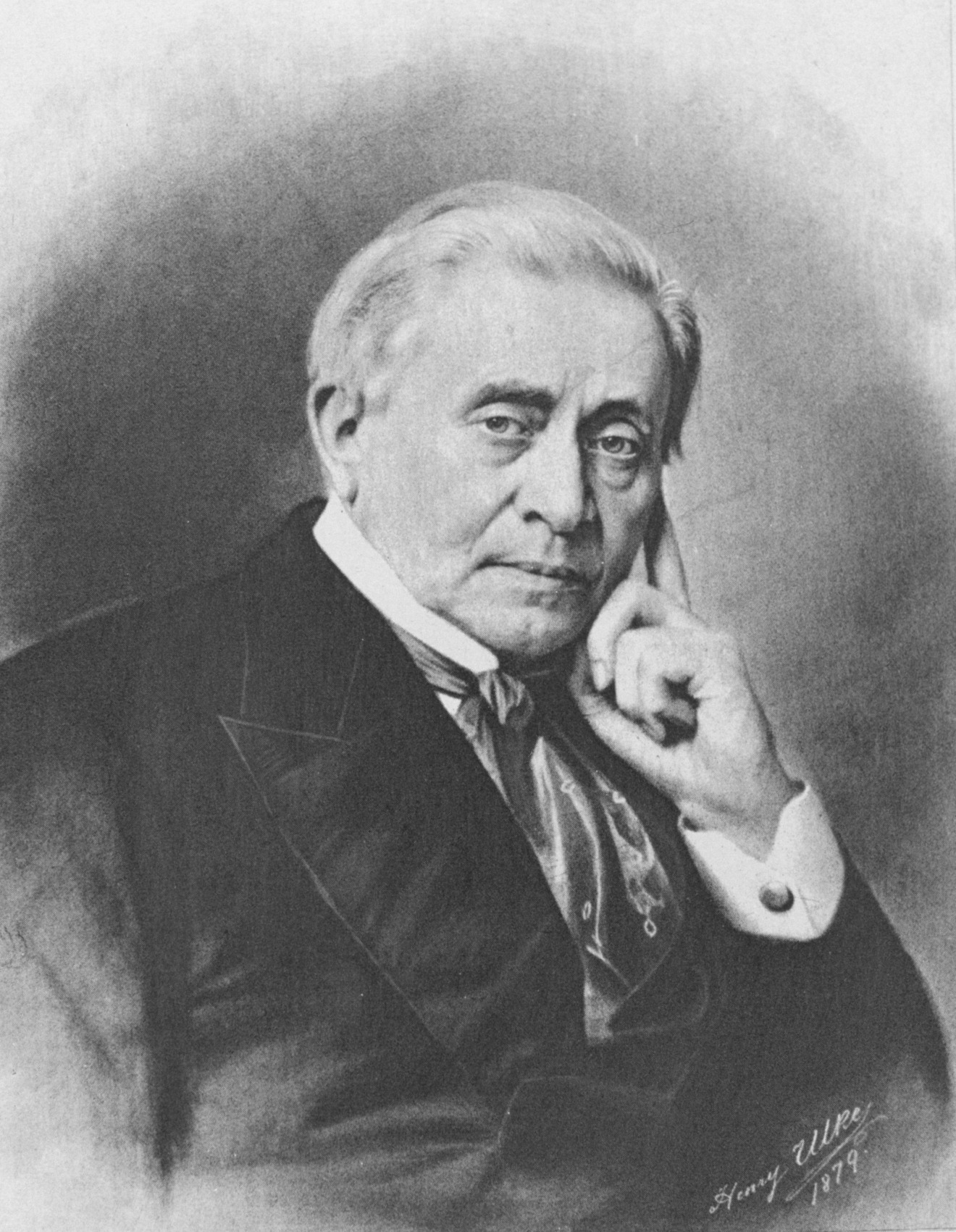

Joseph Henry (1797-1878) là nhà vật lý học người Mỹ. Ông là khoa học đã phát hiện ra hiện tượng tự cảm vào năm 1832. Ngoài ra, ông còn là người nghiên cứu hiện tượng cảm ứng điện từ, cái mà Michael Faraday cũng nghiên cứu và là người đầu tiên tìm ra quy luật của nó.

## Cuộc đời và sự nghiệp
Joseph Henry sinh ra trong một gia đình nghèo, bố mất sớm (thật giống với trường hợp của Faraday). Năm 14 tuổi (1811), Henry đã phải học việc tại một hiệu đồng hồ tại New York. Sau đó, ông trở thành một giáo viên. Khi Faraday nghiên cứu về hiện tượng cảm ứng điện từ, Henry cũng đã chú ý tới nó và nghiên cứu về nó hầu như đồng thời với nhà khoa học bên kia Đại Tây Dương. Ông đã phải dành cả một kỳ nghỉ hè để thực hiện công việc ấy. Đáng tiếc là một năm sau nhà vật lý người Mỹ công bố những kết quả nghiên cứu của mình khi Faraday đã công bố trước và giành ưu tiên bản quyền phát minh.
.

## Đơn vị Henry
Đơn vị Henry được đặt theo tên của Joseph Henry. Đây là đơn vị đo độ tự cảm của ống dây. Còn Faraday là cái tên được dùng để làm đơn vị fara, đơn vị đo điện dung của tụ điện. Đây là hai đơn vị thuộc hệ đo lường SI. Không hiểu sao do định mệnh hay do vô tình, trong mạch điện tạo ra dao động điện từ bao giờ cũng có tụ điện và ống dây, hai thứ có đơn vị đo liên quan đến Faraday và Henry, những người vốn có nhiều điểm giống nhau trong lúc sinh thời của mình (nhà nghèo, cha mất sớm, phải đi học việc khi mới hơn 10 tuổi, tự học và theo đuổi đam mê điện từ học).